# Archernis eucosma
Archernis eucosma là một loài bướm đêm trong họ Crambidae.